# Disintermediazione
La disintermediazione è il fenomeno di riduzione dei flussi intermediati. Composto dal prefisso latino e greco “dis” che indica tradizionalmente ciò che viene separato, la parola indica ogni processo di rimozione della figura dell'intermediario, ossia colui che ha la funzione di intercedere tra due o più attori sociali per facilitare il raggiungimento di un accordo.

## Disintermediazione e vari settori economici
Sebbene utilizzato in vari campi, il termine ha conosciuto la sua diffusione nel settore dell'economia e finanza dei primi anni Ottanta, con il ridimensionamento dell'attività di intermediazione degli istituti di credito, a causa della contrazione dei depositi bancari. In quegli anni, sono iniziate ad emergere forme di risparmio come azioni, fondi comuni, titoli atipici, gestioni fiduciarie, assicurazioni vita e, in modo particolare, titoli di Stato alternative alle tradizionali passività bancarie e al conseguente drenaggio di fondi dal sistema creditizio. La disintermediazione dei circuiti bancari ha innescato nelle banche un profondo ripensamento della natura delle proprie attività e, conseguentemente, delle proprie strutture organizzative, oltre che un arricchimento qualitativo di capacità e risorse professionali. Ne è scaturito l'affiancamento alle tradizionali attività di banca commerciale di un mix di servizi a elevato valore aggiunto, aventi contenuto consulenziale e innovativo (servizi relativi alla sottoscrizione, al collocamento e alla negoziazione di titoli per conto della clientela ecc., meglio noti come servizi di investment banking.
In ambito di economia generale la disintermediazione rappresenta infatti la rimozione o l'esclusione degli intermediari in una catena di fornitura in relazione ad una transazione o ad una serie di operazioni. In passato le difficoltà di comunicazione e di spostamento delle merci rendevano necessaria la presenza di intermediari tra il produttore di un bene e il consumatore finale; al giorno d'oggi, nella maggioranza dei settori, questo non è più vero, in quanto il consumatore finale è in grado di raggiungere in tempo reale il produttore. Invece di passare attraverso i canali di distribuzione tradizionale, che prevedono un certo tipo di intermediari, come ad esempio i grossisti, le aziende possono rapportarsi direttamente con i clienti attraverso altri strumenti, come ad esempio internet. La disintermediazione può diminuire il costo del servizio clienti e può consentire al produttore di aumentare i margini di profitto eliminando distributore e rivenditori.

## Origini e storia del concetto
Il termine disintermediazione può essere direttamente collegato al libro, in un certo senso profetico, The Next Economy, scritto nel 1983 da Paul Hawken
uno studioso molto impegnato sul fronte del rapporto fra commercio e ambiente. Secondo Hawken, il termine disintermediazione trova origine nel 1967 in riferimento al settore finanziario e del banking per indicare l'eliminazione dell'intermediazione bancaria tra soggetti erogatori di prestiti e soggetti interessati ad acquisirli. In termini più generali, con tale termine si alludeva all'insieme dei processi attraverso i quali i consumatori potevano gestire direttamente gli investimenti finanziari in titoli, piuttosto che lasciare i propri soldi in conti di risparmio. L'idea di Hawken era che le nuove tecnologie consentissero agli utenti di svolgere autonomamente tutta una serie di attività che di solito richiedevano figure di mediazione, legate in particolare alla distribuzione e alla vendita di beni e servizi.
Da quel momento, quindi, con disintermediazione si è intesa l'eliminazione di intermediari dal processo di acquisizione di beni e servizi, in modo che l'offerta e la domanda possano incontrarsi direttamente, senza alcuna mediazione di sorta. Ad ogni modo, il termine non raggiunse un grande utilizzo sino agli anni Novanta, in occasione dello sviluppo di Internet. Internet, difatti, porta al moltiplicarsi delle situazioni di disintermediazione: dall'acquisto di beni e servizi alla diffusione del sapere per giungere, infine, alla rappresentanza politica. Il concetto di disintermediazione acquisisce particolare rilevanza nell'ambito del lavoro sociale del web 2.0.

## Impatto di Internet sulla disintermediazione

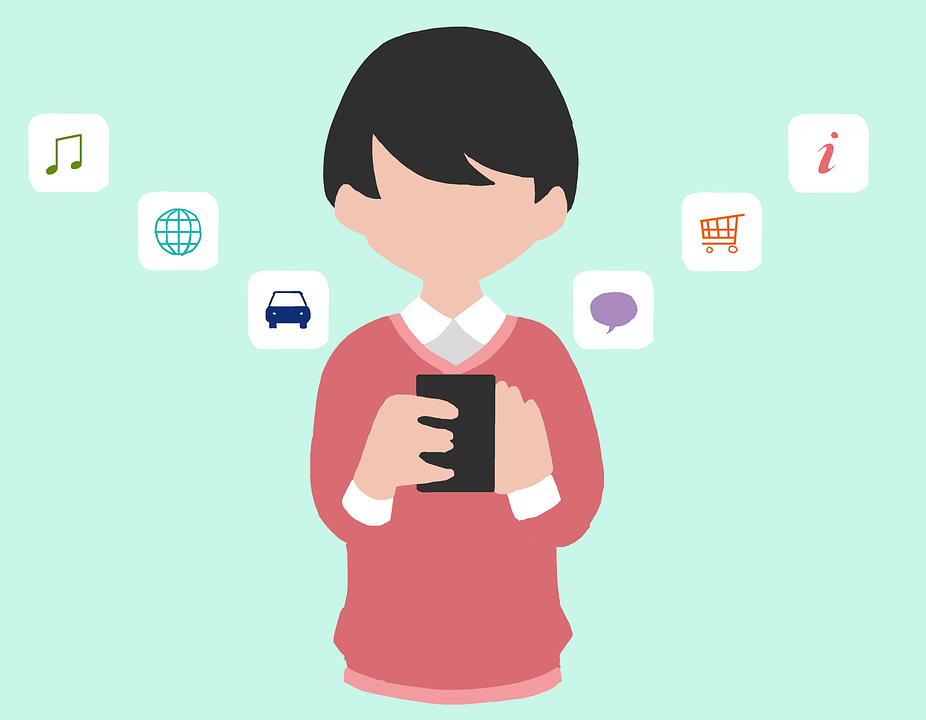
I media digitali hanno accelerato l'impatto di Internet sulla disintermediazione

La disintermediazione ha acquisito un nuovo significato con l'avvento del mercato virtuale. I venditori dei market place virtuali come Amazon, ad esempio, creano piattaforme in cui mettono in contatto direttamente acquirente e venditori, eliminando completamente le figure degli intermediari. Esempi di aziende che applicano i sistemi di disintermediazione includono Dell e Apple, che vendono molti dei loro prodotti direttamente ai consumatori bypassando così le catene di vendita tradizionali. Il successo delle società come Amazon, eBay, E-trade e molte altre hanno generato il fenomeno della disintermediazione. La consegna diretta di prodotti e servizi ha messo in crisi molti produttori e rivenditori. Le trasformazioni nel campo degli acquisti e dei consumi hanno dato vita a numerose realtà del web che applicano meccanismi di disintermediazione: da Spotify a Airbnb; da Uber ai recenti fenomeni del car sharing.
Il Dodicesimo Rapporto CENSIS uscito nel 2015 dedicato proprio al fenomeno della disintermediazione digitale in Italia sostiene che, nonostante la crisi finanziaria ed economica che ha colpito il Paese, si è assistito a un boom di smartphone e connessioni mobili. Ciò è avvenuto proprio grazie al potere di disintermediazione garantito dai media digitali connessi in rete che ha significato un risparmio netto finale nel loro bilancio personale e familiare. Usare internet per informarsi, per prenotare viaggi e vacanze, per acquistare beni e servizi, per guardare film o seguire partite di calcio, per entrare in contatto con le amministrazioni pubbliche o svolgere operazioni bancarie, ha significato spendere meno soldi, o anche solo sprecare meno tempo: in ogni caso, guadagnare qualcosa. Gli utenti italiani si servono sempre di più di piattaforme telematiche e di provider che consentono loro di superare le mediazioni. Si sta sviluppando così una economia della disintermediazione digitale che sposta la creazione di valore da filiere produttive e occupazionali tradizionali in nuovi settori. Gli ambiti maggiori colpiti dai processi di disintermediazione riguardano: viaggi e delle vacanze, acquisto di prodotti sul web, informazione e fruizione di contenuti culturali.
Secondo il Rapporto CENSIS, la disintermediazione impatta sui consumi mediatici tradizionali, innestando una serie di processi di cambiamento che coinvolgono in maniera preponderante le fasce più giovani di età: a) personalizzazione dei palinsesti televisivi generalisti, grazie alla possibilità di costruirsi una propria programmazione tra siti online delle emittenti tv, YouTube, streaming e download più o meno legale dei programmi; b) moltiplicazione dei messaggi radiofonici su più canali grazie alla diffusione del cosiddetto "modello Spotify" che ha trasformato le radio in playlist; c) nuova gerarchia delle fonti di informazione, per cui tra i più giovani al primo posto si colloca Instagram al secondo posto Google e solo al terzo posto compaiono i telegiornali, con YouTube che non si posiziona a una grande distanza e comunque viene prima dei giornali radio, tallonati a loro volta dalle app per smartphone.

## Esempi di applicazione

### Turismo
Uno dei settori che ha maggiormente subito i processi di disintermediazione è quello turistico. Al giorno d'oggi, gli utenti del web hanno accesso ad una moltitudine di informazioni, che permette loro di assemblare i vari servizi turistici e costruirsi una propria esperienza di viaggio in maniera completamente indipendente. Se ciò ha messo in crisi il ruolo della distribuzione turistica tradizionale, allo stesso tempo, la disintermediazione ha fatto emergere nuovi attori sociali come i portali turistici e gli aggregatori di informazioni quali TripAdvisor, Booking, Trivago, Expedia, Momondo - capaci di avvicinare efficacemente l'offerta alle esigenze espresse dalla domanda turistica, ma creando non pochi problemi ai piccoli operatori legati maggiormente al territorio e all'imprenditorialità locale.
Il processo di disintermediazione in campo turistico è determinato da due fenomeni: la vendita diretta e i canali alternativi. Mentre in passato il prodotto turistico era proposto per corrispondenza o in maniera telefonica, negli ultimi anni, grazie alla Rete, esso viene presentato in maniera diretta al cliente finale. Un operatore ha la possibilità di scegliere se distribuire il proprio prodotto in maniera tradizionale o trasferire il suo business su Internet. Il fenomeno della disintermediazione, quindi, non si esprime solo attraverso l'eliminazione di un intermediario tradizionale dal circuito di distribuzione. La disintermediazione diventa piuttosto sinonimo di “multicanalità” poiché le strade che può compiere il prodotto turistico per raggiungere il consumatore finale sono molteplici.
Alcuni studiosi hanno evidenziato come la diffusione di tecnologie dell'Information Communication Technology (ICT) abbiano creato un nuovo spazio turistico multiforme e variegato per il settore del turismo che permette ai clienti finali di essere raggiunti direttamente dalle imprese, bypassando le tradizionali agenzie di viaggio al dettaglio.

### Musica
Un altro settore ad essere investito dal fenomeno della disintermediazione è il comparto musicale che viene travolto dalla pirateria e dall'ascolto online, con pesanti conseguenze sugli utili delle compagnie discografiche e drammatici tagli dell'occupazione. La musica sganciandosi dal suo supporto materiale (musicassetta, vinile e CD) si apre a logiche distributive e di fruizione diverse. Napster è la prima piattaforma di condivisione che attraverso logiche peer-to-peer apre a nuove prospettive di circolazione della musica ma verrà chiusa per violazione del copyright. Oggi sono disponibili sistemi distributivi on demand di mercato come iTunes e Spotify che hanno modificato le pratiche di acquisto e di ascolto della musica attraverso il digitale. 

### Editoria
Altro settore investito dalla disintermediazione è quello dell'editoria libraria che, a seguito dell'irrompere dell'ebook sta vivendo una fase di profonda ristrutturazione. Oggi piattaforme tecnologiche come la libreria di libri digitali BookRepublic permettono una relazione più diretta tra autori e pubblico che mette in crisi il tradizionale ruolo dei distributori che portavano i prodotti fino ai punti vendita presenti sul territorio. Allo stesso tempo, il fenomeno self-publishing affida sempre più all'autore la responsabilità di gestire l'intero processo produttivo e di distribuzione per costruire un prodotto culturale di qualità e che sia visibile a partire dai luoghi di circolazione e diffusione.

### Acquisti
Uno degli effetti maggiori della disintermediazione è l'abbattimento dei costi, dovuti alla mancanza dei rincari che ciascun intermediario applica sul valore della merce. Un esempio italiano di abbattimento dei costi è quello di Cortilia, nata in Lombardia nel 2013 come mercato virtuale che porta a casa dei clienti, che ordinano on-line, frutta e verdura prodotta dall'azienda agricola più vicina al luogo di consegna. Salta l'intermediazione grazie al Web. Il fenomeno che la include è il farmers market, nato a New York, dove se ne contano oltre 170, ma si è ormai diffuso in Italia, tanto che Coldiretti ha costituito una fondazione, Campagna Amica, con cui sono stati attivati 8392 punti vendita.

### Giornalismo
La disintermediazione riguarda anche il mondo dell'informazione e del giornalismo, come testimonia la crisi delle tradizionali figure professionali del giornalista e dell'editore che hanno prodotto un calo consistente delle tirature e vendite, sia a livello di periodici che di quotidiani. Secondo molti studiosi, la figura dei giornalisti è sempre meno indispensabile, perché il giornalismo partecipativo reso possibile da blog e social network è più capillare e – grazie ai meccanismi di verifica diffusa dell'informazione – perfino più affidabile. La Rete favorisce la nascita di nuove figure come gli user distributed content, ossia individui non professionisti che valutano, selezionano e fanno circolare determinati contenuti. Questa attività, definita social media curation, consiste nel filtrare, selezionare e curare editorialmente il contenuto informativo che si trova sul web, individuando le informazioni migliori, più pertinenti su temi specifici e con un alto grado di reputazione online in modo da mettere a fuoco un particolare punto di vista su un tema specifico. Lo dimostra il caso di Claudia Vago - @tigella su Twitter - che, dopo aver curato i flussi dell'evento Occupy Wall Street per più di un anno, ha deciso di recarsi a Chicago per produrre in prima persona materiali multimediali. Per questo ha lanciato l'azione di crowdfunding #occupywallstreet, in modo da trovare finanziamenti per farsi sostenere nel viaggio, nel soggiorno e nei costi dei materiali di produzione.

### Politica
Facendo riferimento alla crisi delle forme tradizionali di rappresentanza, l'irruzione sulla scena politica del web dei social network ha delegittimato i partiti tradizionali, mettendone radicalmente in discussione sia il ruolo sia l'identità. Nel frattempo, sono sorti nuovi attori della rappresentanza, legittimati proprio dalla rete. Il modello di (post-)partito proposto dal Movimento 5 Stelle deriva dell'emergere di un bisogno che si esprime attraverso un insieme di pratiche partecipative che non sempre portano ad influire direttamente sulle decisioni politiche ma che vedono nei cittadini la possibilità di partecipare in modo più o meno diretto ad una “vigilanza critica nei confronti del potere”. È qui che si sperimentano le forme di disintermediazione della politica ed una crescita di orizzontalità, unitamente ad una facilità di partecipazione, spesso suggerita dalle stesse strutture politiche attraverso la costruzione di profili Twitter, pagine Facebook, siti commentabili ed iniziative di discussione online o di sondaggi in tempo reale. Un ulteriore esempio è fornito dal Partido X-Partido del futuro: "l'unico partito che non ti vuole rappresentare". Quest'ultimo propone una formazione senza leader che, ispirandosi al modello di democrazia partecipativa di Porto Alegre, propone quattro punti fondamentali: referendum, voto permanente, wikigoverno e trasparenza. Ciò che accomuna questi movimenti è l'uso massiccio della rete, in alternativa ai tradizionali media verticali come la stampa e le televisioni. In particolare, Twitter costituisce la principale piattaforma di disintermediazione, in quanto consente ai cittadini di sviluppare una vigilanza critica nei confronti del potere, pur senza poter influire sui processi decisionale.
Un ulteriore effetto della disintermediazione riguarda la presidenzializzazione della politica, ossia il consolidamento di prassi politiche che contribuiscono a determinare la centralità del capo di governo. Ciò si traduce in una continua copertura mediatica delle iniziative di governo che vengono sistematicamente declinate come azioni del capo di governo, il quale si rivolge direttamente ai cittadini superando e mettendo da parte il ruolo di mediatori, tradizionalmente affidato ad altre figure politiche, sociali e istituzionali. Il caso italiano di disintermediazione della politica più recente è quello di Matteo Renzi che utilizza spesso i social media come piattaforma per rivolgersi direttamente ai cittadini in quanto capo di governo. Un esempio significativo avviene il 5 aprile 2016, quando il Presidente del Consiglio lancia una diretta di oltre un'ora su Facebook, e in contemporanea su Twitter, in cui risponde direttamente alle domande poste da cittadini, utilizzando l'hashtag #matteorisponde. In questo caso la disintermediazione è ulteriormente accentuata dal fatto che viene superata anche la figura intermediaria del giornalista.

## Reintermediazione
La reintermediazione può essere definita come la reintroduzione di un intermediario tra gli utenti finali ossia i consumatori e un produttore. La progressiva diffusione del commercio elettronico ha sollevato un intenso dibattito sull'evoluzione delle funzioni d'intermediazione e sul loro permanere quali caratteristiche strutturali nei mercati elettronici. Mentre secondo alcuni l'introduzione delle nuove tecnologie avrebbero condotto ad una definitiva scomparsa dei processi di intermediazione, altri esperti hanno sostenuto che, in realtà, Internet ricrea nuove figure e ruoli d'intermediazione, a diversa intensità di funzione commerciale, inseriti in diversi punti del canale, come Amazon, eBay o TripAdvisor. Queste nuove figure di intermediari sono state definite da John Hagel III e Marc Singer nel loro libro Net Worth con il neologismo di Infomediari. L'infomediario è ogni attore sociale e economico che all'interno della Rete gestisce il flusso di informazioni (come ad esempio i dati dei consumatori, le abitudini d'acquisto, la disponibilità delle merci presso i fornitori) con l'obiettivo di facilitare l'incontro tra domanda e offerta di prodotti e servizi. Da un lato l'infomediario consente ai clienti di ovviare al problema dell'overload informativo, offrendogli ricerche mirate sulla base dei loro interessi di acquisto; dall'altro, l'infomediario consente alle aziende di avere accesso ai dati e alle abitudini di consumo dei clienti stessi per scopi commerciali. L'infomediario è diventata una delle figure centrali dell'economia del Web, e del Web 2.0 in particolar modo, sempre più integrato nei sistemi interni di gestione aziendale e di produzione.